# Paulus Vennebusch
Paulus Vennebusch (* 8. Januar 1968 in Paderborn) ist ein deutscher Autor.

## Leben
Nach dem Abitur in Köln und anschließendem Zivildienst nahm er 1989 in Bonn das Studium der Germanistik und Kunstgeschichte auf und schloss es 1995 mit einer Magisterarbeit über den Schriftsteller Robert Gernhardt ab. Vennebusch ist verheiratet, hat vier Kinder und lebt in Ahnatal-Weimar (bei Kassel) und Ramscheid (Eifel).

## Arbeit
Seit 1994 arbeitet Vennebusch als freier Autor für Fernsehen, Radio und Bühne, hauptsächlich im Bereich Show und Comedy. Daneben entstehen Songs mit deutschen Texten. 1994 begann er seine Laufbahn als TV-Autor bei der Comedyshow RTL Samstag Nacht. Bis 1998 gehörte er zum festen Autorenteam und wurde in der vierten Staffel Headwriter der Show. Vennebusch kümmerte sich besonders um die Comedians Stefan Jürgens (Derrick, Karl Ranseier, Kentucky schreit ficken) und Olli Dittrich (Neues vom Spocht, Hobbythek). Es folgten Tätigkeiten für zahlreiche deutsche TV-Formate wie Die Wochenshow, die Ingo Appelt Show, Was guckst du und Zimmer frei!, sowie für Sketchformate wie Mensch Markus, Die Dreisten Drei und Sechserpack. Zudem liefert er Moderations-Texte und Laudationes für zahlreiche TV-Shows, Galas und Preisverleihungen wie Verstehen Sie Spass, Bambi, Die Goldene Kamera, Goldene Henne, Deutschland sucht den Superstar, Sing meinen Song, Für immer Kult, Alles auf Freundschaft, Die Giovanni Zarrella Show, sternTV oder Dein Song. Vennebusch entwickelte auch eigene Formatideen. So war er an der Entwicklung der Sketch-Comedy Comedy dell’Arte (Theaterkanal) und der Improvisations-Comedy Onkel Fisch auffem Dorf beteiligt.
Seit 2011 erschienen von Vennebusch über 30 Bücher, die er unter eigenem Namen sowie als Ghostwriter für TV Comedians verfasst. Vennebusch war als Autor an bislang dreizehn Bühnenprogrammen für Stefan Jürgens, Guido Cantz, Ingolf Lück und Max Giermann beteiligt (z. T. mit Co-Autoren). Guido Cantz und Jürgen von der Lippe führen einige von Vennebuschs Songs auf.

## Werke (Auswahl)

### TV
- RTL Samstag Nacht, RTL 1994–1998
- Die Wochenshow, SAT1, 1996, 1999
- Switch, Pro7, 1999–2000
- Die Ingo Appelt Show, Pro7, 2000
- Olli, Tiere, Sensationen, ZDF, 2000
- Mircomania, SAT1, 2001
- Mensch Markus, SAT1, 2002–2008
- Die Dreisten Drei, SAT1, 2002–2004
- Was guckst du?, SAT1, 2003–2004
- Verstehen Sie Spaß?, ARD, 2004–2006, seit 2010
- Nachgetreten, ZDF, 2004, 2006, 2008
- Comedy dell'Arte, Theaterkanal, 2004
- Olm unterwegs, Pro7, 2005
- Die Witzigsten Werbespots der Welt, SAT1, 2005–2007
- Zimmer frei!, WDR, 2005–2014
- Onkel Fisch auffem Dorf, WDR, 2006–2007
- Sechserpack, SAT1, 2007–2008
- Granaten wie wir, Pro7, 2009
- Die Oliver Pocher Show, SAT 1, 2009–2010
- Dittsche, WDR, seit 2010
- Bambi-Verleihung 2010, ARD, 2010
- Ich liebe Deutschland, SAT 1, 2011
- Kaya Yanar & Paul Panzer – Stars bei der Arbeit, RTL, 2011
- Bambi-Verleihung 2011, ARD, 2011
- Die Wiwaldi Show, WDR, 2012–2016
- Die Kaya Show, RTL, 2012
- Inka Bause live, MDR, 2012–2013
- Weihnachten bei uns, MDR, 2012–2018
- Bambi-Verleihung 2012, ARD, 2012
- Clash! Boom! Bang!, PRO 7, 2013
- Deutschland sucht den Superstar, RTL, 2013
- Frühstücksfernsehen (mit Olli Dittrich), ARD, 2013
- Verstehen Sie was?, SWR, 2013–2017
- Goldene Henne 2013, MDR, 2013
- Bambi-Verleihung 2013, ARD, 2013
- Ein Herz für Kinder 2013, ZDF, 2013
- Die Goldene Kamera 2014, ZDF, 2014
- Sing meinen Song, VOX, 2014
- Oscar Red Carpet Show, PRO 7, 2014
- Olaf verbessert die Welt, MDR, 2014
- Goldene Henne 2014, MDR, 2014
- Tiere wie wir, SAT 1, 2015
- Wie geil ist das denn?!, WDR, 2015
- Goldene Henne 2015, MDR, 2015
- Quizduell, ARD, 2015
- Die Reisechecker, RTL, 2015
- Puppenstars, RTL, 2016
- Kulthits 2016, MDR, 2016
- New Pop Festival 2016, SWR, 2016
- Dance Dance Dance, RTL, 2016
- Puppenstars, RTL, 2017
- Kulthits 2017, MDR, 2017
- Flieg mit mir, ARD, 2017
- Privatkonzert, Deutsche Welle, MDR, 2017
- Mensch Jürgen, ARD, 2018
- Der Bayerische Fernsehpreis, RTL, 2018
- Für immer Kult, WDR, seit 2018
- Kulthits 2018, MDR, 2018
- Goldene Henne 2018, MDR, 2018
- New Pop Festival 2018, SWR, 2018
- Die Montagsmaler, SWR, 2018
- Küsst Euch!, WDR, 2019
- Goldene Henne 2019, MDR, 2019
- New Pop Festival 2019, SWR, 2019
- Die große Show der Weihnachtslieder, MDR, seit 2019
- Alles auf Freundschaft – die Mälzer und Sasha Show, RTL, 2020
- SemperOpernball, MDR, 2020
- Quizz dich auf Eins, WDR, 2020
- Die große Muttertagsshow, MDR, 2020
- Einfach Super!, ZDF und KIKA, 2020
- Ein Herz für Kinder 2020, ZDF, 2020
- Mario Barth deckt auf, RTL, 2021
- Die Giovanni Zarrella Show!, ZDF, 2021
- Die Goldene Henne 2021, MDR, 2021
- Ein Herz für Kinder 2021, ZDF, 2021
- 7 Tage, 7 Köpfe, RTL, 2022
- Stimmt's?, NDR/HR, 2022
- Ich setz auf dich, RTL, 2022
- Stern TV – das Live Experiment, RTL, 2022
- Die Puppenstars, RTL, 2022
- 50+2 Jahre Bläck Fööss, WDR, 2022
- RTL Samstag Nacht – das Wiedersehen, RTL, 2022
- Die Goldene Henne 2022, MDR, 2022
- Stern TV spezial, RTL, seit 2022
- Dittsche vor Acht, Das Erste, 2022
- 11. im 11., WDR, seit 2022
- Weihnachten daheim, MDR, 2022
- Dalli Dalli, ZDF, 2022
- Die Goldene Henne 2023, MDR, 2023
- SAT 1 Spezial – Deutschlands größter Schnäppchentest, SAT1, 2023
- Menschen Bilder Emotionen, RTL, 2023
- Die DIKKA Show, KIKA, 2024
- Gecheckt, RTL, 2024
- Dein Song, KIKA, 2024

### Bühne
- Stefan Jürgens: TV to die, 1998 (mit Ralf Betz u. a.)
- Stefan Jürgens: Alles anders, 2000 (mit Ralf Betz u. a.)
- Stefan Jürgens: Langstreckenlauf, 2003 (mit Ralf Betz)
- Stefan Jürgens: Heldenzeiten, 2005 (mit Ralf Betz)
- Guido Cantz: Cantz schön frech, 2006
- Stefan Jürgens: Alles aus Liebe, 2008 (mit Ralf Betz)
- Guido Cantz: Ich will ein Kind von dir, 2008
- Ingolf Lück: Lück im Glück, 2010 (mit Thomas Lienenlüke)
- Max Giermann: Wer denn sonst?, 2011 (mit Peter Rütten)
- Guido Cantz: Cantz schön clever, 2012
- Guido Cantz: Blondiläum, 2016
- Stefan Jürgens: Was zählt, 2019
- Guido Cantz: Das volle Programm, 2022

### Bücher
- Diverse Beiträge. In: Briefe an die Leser. Berlin (Elefanten press), 1997.
- Diverse Beiträge. In: Hugo Egon Balder, J. Dreksler (Hrsg.): Kentucky schreit ficken. München (Goldmann) 1998.
- Diverse Beiträge. In: Guido Cantz: Cantz nah am Ball. München (Goldmann) 2006.
- Diverse Beiträge. In: Kaya Yanar: Made in Germany. München (Heyne) 2011.
- Giganten der Zärtlichkeit. Roman. München (Piper) 2011.
- Haha. Witze fürs Leben. München (arsEdition) 2011.
- Cantz schön clever (mit Guido Cantz). Köln, (Lübbe) 2012.
- Älterwerden für Einsteiger. München (arsEdition) 2012, Neuauflage 2017.
- Ruhestand für Einsteiger. München (arsEdition) 2013, Neuauflage 2017.
- A Tännschen please. Oder wie man den Weihnachtswahnsinn überlebt. München (arsEdition) 2013.
- Opa für Einsteiger. München (arsEdition) 2014, Neuauflage 2017.
- Meine schrecklich schöne Familie (mit Mike Bender und Doug Chernack). München (arsEdition) 2014.
- Oma für Einsteiger. München (arsEdition) 2014, Neuauflage 2017.
- Gechillte Katzen. München (arsEdition) 2014.
- Papa für Einsteiger. München (arsEdition) 2015, Neuauflage 2017.
- Total gechillte Katzen. München (arsEdition) 2015.
- Hund grüßt Sonne. München (arsEdition) 2015.
- Wo ist der Witz? (mit Guido Cantz). Köln, (Lübbe) 2015.
- Einfach mal abschalten. München (arsEdition) 2016.
- Gechillte Hunde. München (arsEdition) 2016.
- Ehe für Einsteiger. München (arsEdition) 2016, Neuauflage 2017.
- Weihnachten für die Katz. München (arsEdition) 2016.
- Autofahren für Einsteiger. München (arsEdition) 2018.
- Pubertierende für Einsteiger. München (arsEdition) 2018.
- Volljährig für Einsteiger. München (arsEdition) 2018.
- Auf die Plätzchen, fertig, los. München (arsEdition) 2018.
- Baby für Einsteiger. München (arsEdition) 2019. (mit Tina Vennebusch)
- Studieren für Einsteiger. München (arsEdition) 2019.
- Oma für Einsteiger. Übungsbuch zum Eintragen und Ankreuzen. München (arsEdition) 2019.
- 50 für Einsteiger. München (arsEdition) 2019.
- 60 für Einsteiger. München (arsEdition) 2019.
- Katzen für Einsteiger. München (arsEdition) 2020.
- Handbuch für wahre Helden. München (arsEdition) 2020.
- Weltretten für Einsteiger. München (arsEdition) 2020.
- Schon wieder ein Jahr jünger. Die besten Geschichten zum Geburtstag. München (arsEdition) 2022.
- Ich gehe davon aus, dass mindestens Koks im Spiel ist. Die letzten (nicht ganz wahren) Geheimnisse unserer Lieblingspromis. München (riva) 2022.
- Liebe für Einsteiger. München (arsEdition) 2023.
- Führerschein – endlich Oma. München (arsEdition) 2023.
- Führerschein – endlich Opa. München (arsEdition) 2023.
- Führerschein für den Ruhestand. München (arsEdition) 2023.
- Führerschein – für die Ehe. München (arsEdition) 2023.
- Diverse Beiträge. In: Sebastian Fitzek: Survival Guide für den Elternabend. Kein Witz. München (Pattloch) 2024.
- Diverse Beiträge. In: Sebastian Fitzek: Kritzelbuch für den Elternabend. München (Pattloch) 2024.

### Übersetzungen
- Papa voor beginners, Ede (Lantaarn) 2015
- Opa voor beginners, Ede (Lantaarn) 2015
- Oma voor beginners, Ede (Lantaarn) 2015
- Autorijden voor beginners, Ede (Lantaarn) 2018

### Ausstellungen
- Sense – Nonsense. Komische Zeichnungen. Köln (Melange Orange) 2017.